# Château de Mielmont
Le château de Mielmont est un château classé situé dans la section d'Onoz faisant partie de la commune de Jemeppe-sur-Sambre en Belgique (province de Namur). 

## Localisation
Le château est situé sur un éperon rocheux calcaire dominant d'une quarantaine de mètres l'Orneau coulant à l'ouest, une rivière affluent de la Sambre. Il se trouve au bout de la rue de Mielmont, au nord du village d'Onoz dont il est séparé par l'autoroute E42 passant 450 mètres à vol d'oiseau au sud du château.

## Historique
L'édifice est cité pour la première fois en 1125 comme étant la propriété de Renier de Merlemont. Il fait partie du comté de Namur et est construit comme poste de défense en face du duché de Brabant. Il s'agit alors principalement d'un donjon. Après la famille Merlemont qui détient le domaine pendant plus de deux siècles, le château est successivement la propriété des familles Dave à partir du milieu du XIVe siècle, Sainte-Aldegonde au XVIIe siècle, Roose de Leeuw et Coloma au XVIIIe siècle. Englobant le donjon, deux ailes principales ont été édifiées en oblique au cours des siècles suivants formant une cour intérieure triangulaire ouverte sur l'ouest. Sous le régime des Pays-Bas autrichiens, Mielmont devient le quartier général des Français lorsque les troupes de Louis XV, menées par le maréchal Maurice de Saxe, envahissent la région en 1742. La propriété échoit à la famille Beauffort en 1831. Durant la Seconde Guerre mondiale, le château est un lieu de résistance connu sous le nom de « Refuge Jaguar ».

## Description

### Le château
Le château construit principalement en moellons de calcaire est constitué par deux ailes principales ainsi qu'une petite aile orientale surmontée d'une tour carrée comprenant le portail d'entrée cintré derrière un ancien pont-levis et des douves actuellement comblées. L'ensemble des bâtiments comprenant quatre tours entoure une cour presque triangulaire d'environ 800 m2 procurant une vue sur la vallée de l'Orneau. 
L'aile sud a été construite autour du donjon initial médiéval de base carrée et haut de quatre niveaux, dominant d'un niveau le reste du château. Cette aile comporte une inscription sur le linteau d'une fenêtre de cave : Desir Na Repos Davre 1570. Une tour circulaire ferme l'angle sud-ouest de cette aile. 
La façade de l'aile nord a été reconstruite en brique sur quinze travées et deux niveaux principalement au cours du XXe siècle.

### La ferme
Située à une quarantaine de mètres au sud du château, la ferme en carré bâtie en pierre calcaire a été établie à partir d'un quadrilatère érigé au cours du XVIe siècle. Deux tourelles circulaires ferment les angles sud-ouest et sud-est de ce bâtiment agricole.

## Classement
Les façades et toitures du château de Mielmont à Onoz, les façades et toitures de la ferme de Mielmont à Onoz à l'exception des appentis récents adossés au mur sud de la ferme, les murs du jardin clos ainsi que l'ensemble formé par les monuments mentionnés ci-dessus, le bois de Mielmont, le moulin à eau d'Onoz, le château-ferme de Falnué, la chapelle de Montserrat, une partie du village d'Onoz ainsi que la fontaine de Madame de Maintenon sont repris depuis le 12 septembre 1997 sur la liste du patrimoine immobilier classé de Jemeppe-sur-Sambre.

## Visite et accès
Le château est une résidence hôtelière louée uniquement pour des groupes, située au cœur d’un parc d'une centaine d'hectares.

## Télévision
Le château est connu des téléspectateurs belges pour servir de cadre au tournage du jeu télévisé de la version belge de l'émission Les Traîtres sur RTL TVI depuis 2021 et l'édition polonaise de ce programme (The Traitors. Zdrajcy) diffusé au printemps 2024 par TVN (Pologne).

### Source et lien externe
- Histoire, photos et vidéo sur Mielmont.be